# Пунта Маргарейс
Пунта Маргарейс (на италиански: Punta Marguareis) е най-високият връх на Лигурските Алпи, разположен на границата между Италия и Франция. От северната страна е долината на река Песио, от югоизточна – на Танаро. От югозападна страна е долината на река Роя във Франция. Издига се на 2651 м и като изключение за тази част на Алпите е скалист, особено от север. Ето защо е любимо място за алпинистите от района. Върхът има издължена форма, на която най-високата точка не е ясно изразена, но ръбовете и улеите са шеметни и в тях често остава сняг през цялата година. Тъй като районът е карстов, са оформени много пещери, добре проучени от спелеолозите.
До 1947 г. се намира изцяло в Италия, но според Парижкия мирен договор след края на Втората световна война коригира границата така, че едната страна се оказва във Франция.